# Critters 3 – Die Kuschelkiller kommen
Critters 3 – Die Kuschelkiller kommen (Originaltitel: Critters 3) ist ein US-amerikanischer Science-Fiction-Film von Kristine Peterson aus dem Jahr 1991. In Deutschland erschien der Film im April 1992 auf Video.

## Handlung
Ein Vater fährt im Campingbus mit seinen beiden Kindern Annie und Johnny die Straße entlang als plötzlich ein Reifen platzt. Am nahe gelegenen Rastplatz machen sie Halt, um diesen zu wechseln. Dort treffen die Kinder beim Frisbeespiel auf Joshua. Als die Frisbeescheibe in den angrenzenden Wald hineinfliegt, gehen die Kinder auf Suche nach dieser und treffen dort auf Critter-Jäger Charlie. Dieser gibt den Kindern einen kurzen Rückblick, wer er ist und warum er hier ist. Unterdessen schleichen sich Critters an den Campingbus heran und verstecken sich dort. Nach der Behebung des Reifenproblems werden die Kinder zurückgerufen und es geht Richtung Heimat, einem mehrstöckigen Familienhaus in Los Angeles.
Die Ankunft verläuft recht chaotisch, da offensichtlich die Bremsen am Campingbus nicht mitspielen wollen. Als das Fahrzeug schließlich steht, lösen sich die Critters unbemerkt von diesem und nisten sich zunächst im Keller des Hauses ein. Der vom Eigentümer dort engagierte Hausmeister soll alles daran setzen, die Bewohner zu verjagen. Nachdem sich dieser aber ohne Bezahlung weigert, weiterhin etwas gegen die Bewohner zu unternehmen, macht sich der Eigentümer mit seinem Sohn auf den Weg, um die Sache selbst in die Hand zu nehmen. Inzwischen fällt der Hausmeister den Critters im Keller als erstes zum Opfer. Eine Mieterin entdeckt diesen wenig später und wird selbst angegriffen. Ihr kommt aber in letzter Sekunde Annie zur Hilfe, die ihren Vater dazu ruft. Doch die Critters lassen nicht nach und attackieren auch diesen mit ihren betäubenden Stacheln. Annie kann die Critters kurzfristig schlagen und alle flüchten über das Treppenhaus in die oberen Stockwerke, wo ihnen die Bekannte Martia entgegenläuft.
Eigentümer Mr. Briggs, der inzwischen eingetroffen ist, kappt im Keller die Telefon- und Stromleitungen, um die Mieter zu verärgern. Als er mit seinem Sohn eine Wohnung im unteren Flur aufsucht, kommt es zu einer Auseinandersetzung der beiden und Mr. Briggs steht kurz danach mit verschlossener Tür in der Wohnung den Critters allein gegenüber. Es kommt jede Hilfe für ihn zu spät. Alle anderen, inklusive Briggs Sohn Joshua, verbarrikadieren sich nun im Obergeschoss. Doch die Critters finden erneut einen Weg und bei der Flucht der Leute aus der Wohnung, entkommen diese nur knapp dem Crittersangriff. Während sich die Critters in der Wohnung an den Essensvorräten und anderen Gegenständen laben, scheitert Martias Versuch zu entkommen. Auch Annies Versuch über den Aufzugschacht wieder nach unten zu klettern wird jäh gestoppt, als ihr ein Critter den Weg kreuzt. Dieser ruft mit schrillem Laut seine Kameraden herbei und gerade als sie Annie gemeinsam attackieren wollen, taucht endlich Charlie wieder auf. Nach einer Ladehemmung flüchten beide nach oben zu den anderen und erledigen die „letzten“ Critters endgültig auf dem Dach.

## Synchronisation
Die deutsche Synchronfassung entstand bei der Deutsche Synchron Filmgesellschaft mbH & Co. Karlheinz Brunnemann Produktions KG, Berlin. Michael Richter führte Dialogregie.
| Figur            | Darsteller          | Deutscher Sprecher   |
| ---------------- | ------------------- | -------------------- |
| Joshua Briggs    | Leonardo DiCaprio   | Florian Bauer        |
| Annie            | Aimee Brooks        | Kellina Klein        |
| Charlie McFadden | Don Keith Opper     | Arnim André          |
| Clifford         | John Calvin         | Michael Schwarzmaier |
| Mr. Menges       | Bill Zuckert        | Werner Abrolat       |
| Frank            | Geoffrey Blake      | Udo Wachtveitl       |
| Mr. Briggs       | William Dennis Hunt | Alexander Allerson   |

## Hintergründe
- Die Rolle des Joshua Briggs war Leonardo DiCaprios erster Auftritt in einem Kinofilm.
- Der Film beruht auf den Vorgängern Critters – Sie sind da! (1986) und Critters 2 – Sie kehren zurück (1988), und hat mit Critters 4 – Das große Fressen geht weiter (1992) und Critters Attack! (2019) zwei Fortsetzungen. 2019 wurde mit „Critters: A New Binge“ eine kleine, mehrteilige Webserie veröffentlicht.
- Am Ende des Abspanns erscheint in gelber Schrift der schwarzhumorige Hinweis: Absolutely no Critters were harmed in the making of this motion picture (dt.: Absolut keine Critters wurden während der Dreharbeiten zu diesem Spielfilm verletzt)